# Andreas Linde
Andreas Linde (* 24. července 1993, Švédsko) je švédský fotbalový brankář a bývalý mládežnický reprezentant, který v současné době hraje v klubu Molde FK.

## Klubová kariéra
Linde hrál ve Švédsku za kluby Helsingborgs IF, IFK Värnamo a HIF Akademi (farma Helsingborgs IF). V lednu 2015 odešel do norského klubu Molde FK.

## Reprezentační kariéra
Andreas Linde byl členem švédských mládežnických reprezentací U17, U19 a U21.
Trenér Håkan Ericson jej nominoval na Mistrovství Evropy hráčů do 21 let 2015 konané v Praze, Olomouci a Uherském Hradišti, kde získal se švédským týmem zlaté medaile. Na turnaji byl náhradním brankářem, jedničkou v bráně byl Patrik Carlgren.